# 최사제
최사제(崔思齊, ? ~ 1091년)는 고려의 문신이다. 본관은 해주(海州)이다.

## 생애
1054년(문종 8) 과거에 급제하였다. 1081년(문종 35) 4월에 예부상서로 사은사(謝恩使)가 되어 송나라에 다녀왔고, 12월에 우산기상시(右散騎常侍)가 되었다.
1088년(선종 5) 중추원사를 거쳐 1089년 참지정사(參知政事)를 역임하였다. 1090년 수사공(守司空)·문하시랑 동중서문하평장사(門下侍郞同中書門下平章事)·감수국사(監修國史)·판이부사(判吏部事)·상주국(上柱國)에 이르렀다. 시호는 양평(良平)이다.

## 가족 관계
- 할아버지 : 최충(崔冲)
  - 아버지 : 최유선(崔惟善)
    - 아들 : 최약(崔瀹) - 예부상서(禮部尙書)
    - 아들 : 최관(崔灌) - 평장사(平章事)
    - 아들 : 최용(崔湧)